# نادلا
نادلا (به انگلیسی: Nadela) رودخانه‌ای است که در صربستان جریان دارد.